# Huli

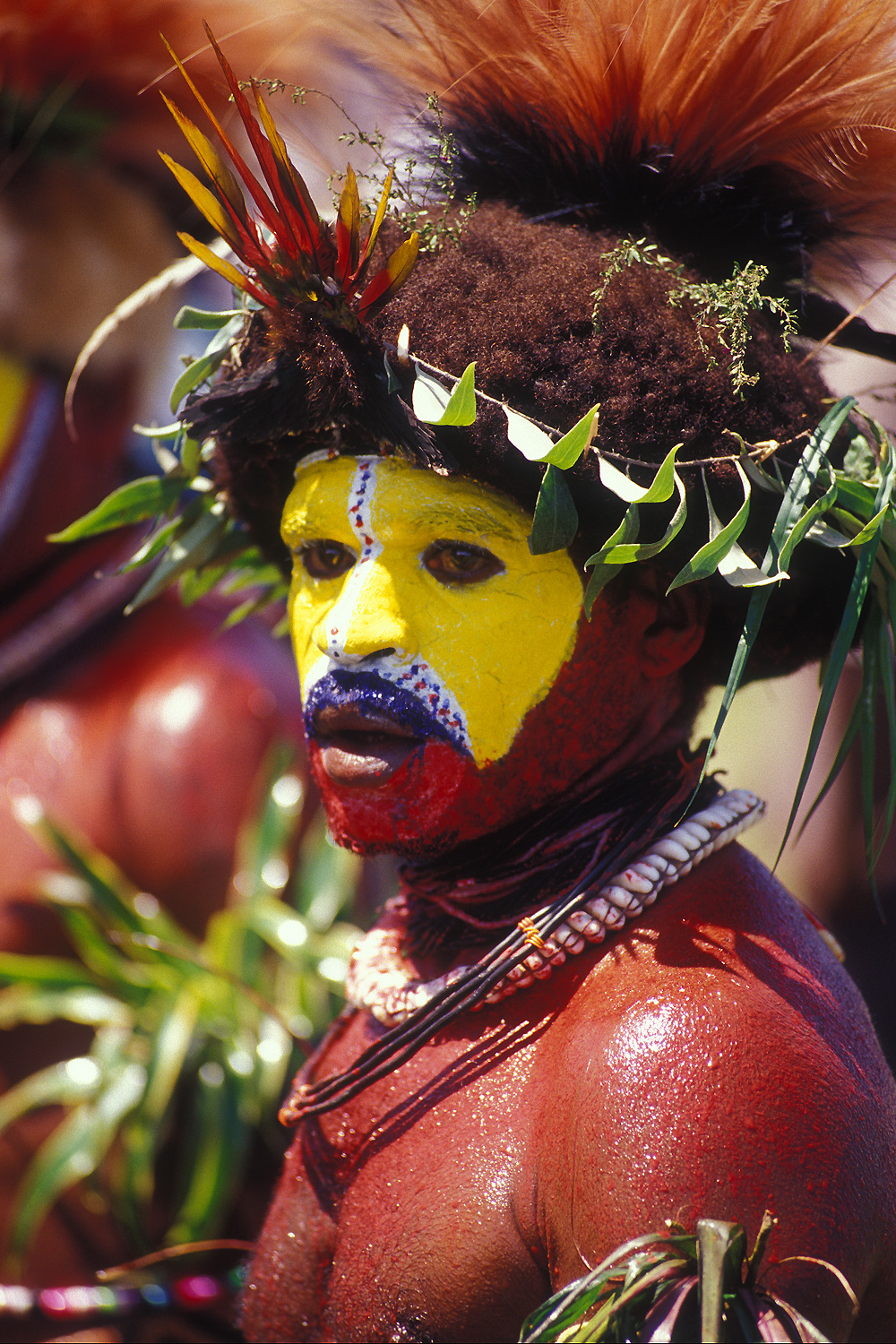
Huliman

De Huli zijn een Papoea-volk dat in de districten Tari, Koroba, Margaraima en Komo in de provincie Southern Highlands in Papoea-Nieuw-Guinea woont. De meest recente raming van hun bevolking is rond de 150 000. Ze leven ongeveer al 1000 jaar in hun huidige omgeving. Ze spreken vooral Huli en Tok Pisin. Velen spreken ook een aantal andere talen, zoals Engels.

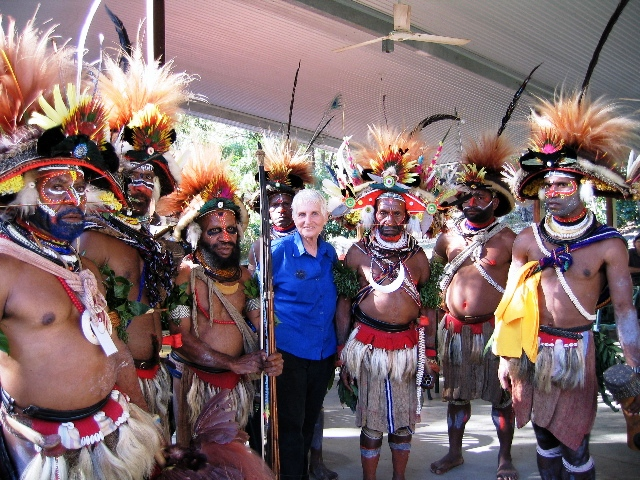
Een groep Hulimannen

- Nationale Bibliotheek van Tsjechië: ph323754